# تردرا
تردرا (به اسپانیایی: Tordera) یک شهرستان در اسپانیا است که در استان بارسلون واقع شده‌است.

## خصوصیات
تردرا ۸۴٫۰۸ کیلومترمربع مساحت و ۱۵٬۶۴۱ نفر جمعیت دارد و ۳۴ متر بالاتر از سطح دریا واقع شده‌است.